# 文明小史
《文明小史》是晚清諷刺小說，作者李寶嘉。

## 內容
《文明小史》連載於《绣像小说》第一至五十六期，光绪二十九年（1903年）五月至三十一年（1905年）七月出版，署南亭亭长新著，自在山民加评。每回有插圖（绣像）两幅，共計一百一十八幅。光緒三十二年，商务印书馆刊印單行本，但是将期刊上逐回所附的绣像删去。該小說記載八國聯軍前後的中國社會，西方文明引進中國時被接納、抵制、扭曲的過程。書中的沒有固定主角，以流動式的人物，反映了中国维新运动期间的时代面貌，暴露了清廷的腐朽无能。書中也諷刺維新派人物，《文明小史》十九回中劉學深、魏榜賢等維新人物大談小腳放大（反對纏足），但見了小腳妓女，口水又流了下來。劉學深更拍手高喊：「妙啊！臉蛋兒生得標致還在其次，單是他那一雙腳，只有一點點，怎叫人瞧了不勾魂攝魄麼」。

## 評價
《文明小史》是一部連載小說，明顯受《儒林外史》的影響，但見解並不深刻，受限於當時的意識形態，作者對事物缺少冷靜、細緻的觀察，不能挖掘問題的本質。又由於寫作匆促，內容有重覆之處，作者在第二十九回以兩頁篇幅大談治外法權，但到了第三十回又反覆談了一次治外法權。到了第五十九回“论革命幕府纵清谈”則全抄刘鹗《老残游记》第十一回。恰如作者在全书结尾处所说，“左铅右椠，舌弊唇焦”了。比起《官场现形记》，《文明小史》算是姐妹作，但不甚有名气。

## 外部連結
- 《文明小史》全文在线阅读 （页面存档备份，存于）（简体中文）
- . 中國哲學書電子化計劃.   [2023-11-06]. （原始内容存档于2023-11-06）.